# Adrian Hollaender

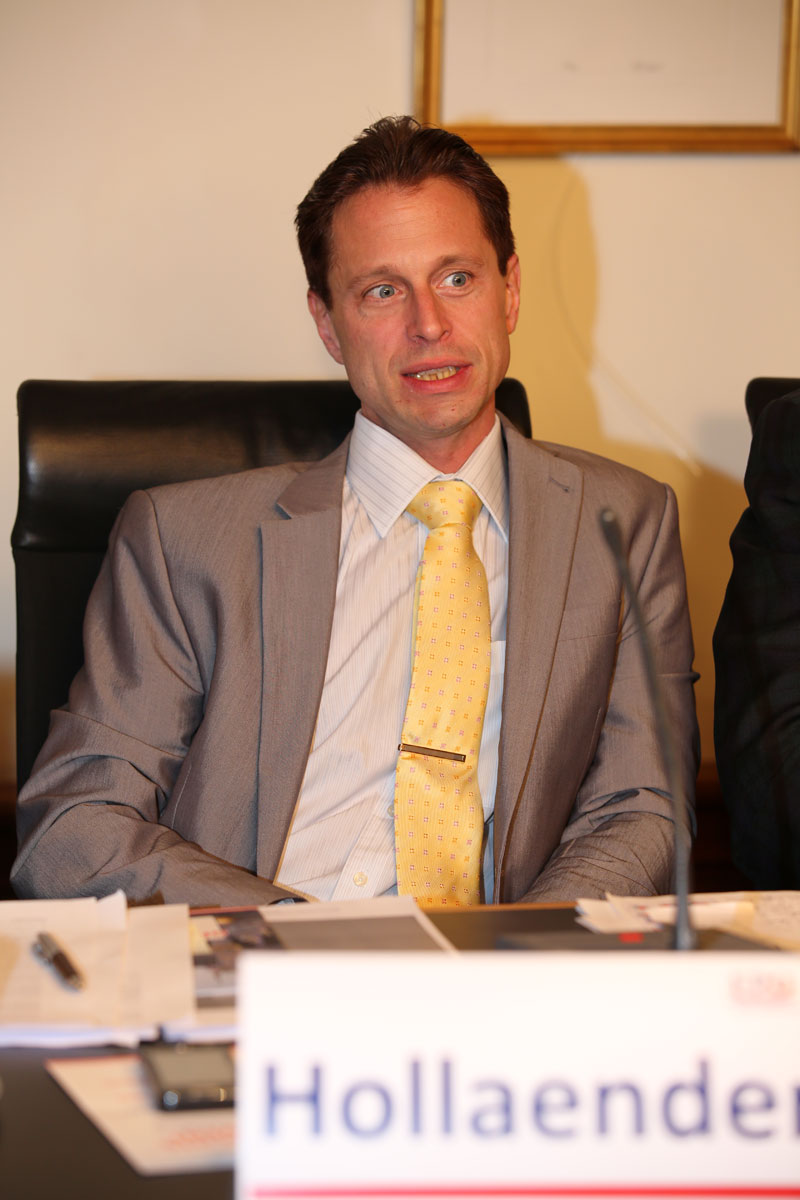
Adrian Hollaender (2014)

Adrian Eugen Hollaender (* 20. Jänner 1971) ist ein österreichischer Autor und Jurist.

## Biografie und Wirken
Adrian Hollaender ist der Sohn aus erster Ehe von Ioan Holender, dem ehemaligen Direktor der Wiener Staatsoper. Gemeinsam mit seiner Mutter, der Schauspielerin und ehemaligen Professorin an der Universität für Musik und darstellende Kunst Wien, Ariane Hollaender-Calix, betreibt Adrian Hollaender eine Künstleragentur.
Hollaender maturierte im Juni 1989 am Döblinger Gymnasium (BG XIX) in Wien. Anschließend studierte er an der Universität Wien Rechtswissenschaften und promovierte im Jahr 2001. Bereits 1995 engagierte er sich für die Freiheitliche Partei Österreichs (FPÖ) und versuchte, für den Nationalrat zu kandidieren. Aufgrund von Vorwürfen zu seinen Geschäftspraktiken wurde das von der FPÖ aber abgesagt, trotzdem wurde Hollaender in Folge öfters als Experte zu Veranstaltungen der FPÖ geladen.
Nach Ablegung der Anwaltsprüfung war er zugelassener Rechtsanwalt und praktizierte bis 2021 in seiner eigenen Kanzlei im 5. Bezirk in Wien. Des Weiteren leitete Hollaender das von ihm gegründete private Zentrum für Rechtsforschung in Wien, publiziert in juristischen Fachzeitschriften Österreichs und hat mehrere juristische Fachbücher verfasst. Im Mai 2007 moderierte er im österreichischen Parlament eine von ihm mitorganisierte, als „Grundrechtskonvent“ betitelte, Vortrags- und Diskussionsveranstaltung, die sich mit dem österreichischen Grundrechtsbeschwerdegesetz befasste.
Lehrberuflich war er an der 2001 bis 2003 in Österreich als Privatuniversität akkreditierten International University Vienna, die ihre Akkreditierung aber verlor, als „Associate Professor“ tätig und ist (Stand 2010, was derzeit (2018) aber nicht nachweisbar ist) Lehrbeauftragter an der Babeș-Bolyai-Universität in Cluj-Napoca (dt. Klausenburg, Rumänien).
Größere Bekanntheit erlangte Hollaender durch eine regelmäßige Kolumne in der Kronen Zeitung, wo er sich im Einklang mit der Blattlinie im Vorfeld der Ratifizierung des Vertrages von Lissabon durch den österreichischen Nationalrat kritisch und ablehnend mit der Europäischen Union und insbesondere dem Reformvertrag befasste. Im November 2007 verfasste er ein Rechtsgutachten, wonach zur Ratifizierung des Vertrages in Österreich eine Volksabstimmung erforderlich wäre.
Weiters war er als Hausanwalt von Richard Lugner tätig. Hollaender vertrat einen Craft-Beer-Verkäufer in der Klage gegen Sigrid Maurer. Maurer hatte den Händler öffentlich bloßgestellt, nachdem sie aus seinem Geschäft beleidigende Facebooknachrichten bekommen hatte.
Per 31. Jänner 2021 hat Hollaender auf die Ausübung seiner Rechtsanwaltschaft bei der Rechtsanwaltskammer Wien verzichtet, ließ sich aber im Jahr 2023 wieder neu in die Liste Wiener Rechtsanwälte eintragen.

## Rechtliche Auseinandersetzung um Professorentitel
Das Nachrichtenmagazin profil meldete nach Rücksprache mit der Babeş-Bolyai-Universität Zweifel an der Rechtmäßigkeit des von Hollaender geführten Titels außerordentlicher Universitätsprofessor an, was auch von mehreren Zeitungen aufgegriffen wurde. Der Medienanwalt Michael Rami brachte gegen Hollaender am Handelsgericht Wien eine Unterlassungsklage wegen unlauteren Wettbewerbs ein: „Der Beklagte [Hollaender] bezeichnet sich in der Öffentlichkeit seit Jahren und bis heute […] als ,Professor’, ,Universitätsprofessor’ und ,ao Universitätsprofessor’, ohne dass er zur Führung derartiger Titel in Österreich berechtigt wäre.“ Des Weiteren bemängelte Rami, dass sich Hollaender, „in der Klage wörtlich als ‚Fachschriftsteller‘ tituliert, sich auch der Leitung des von ihm selbst gegründeten ‚Zentrums für Rechtsforschung‘ respektive des Vorsitzes eines inexistenten parlamentarischen ‚Grundrechtkonvents‘ berühmt.“
Im Juni 2010 kam es zu einem Unterlassungsvergleich. Hollaender willigte darin ein, „im geschäftlichen Verkehr die Titel ‚Professor‘ oder ‚Universitätsprofessor‘ oder ‚außerordentlicher Universitätsprofessor‘ nicht mehr zu führen oder sich mit diesen Titeln bezeichnen zu lassen.“ In gleicher Weise wurde ihm mit diesem Vergleich untersagt, sich als „Leiter des Zentrums für Rechtsforschung“ und als „Vorsitzender der Veranstaltung Grundrechtskonvent“ zu bezeichnen. Dieser Vergleich wurde im Österreichischen Anwaltsblatt veröffentlicht.

## Werke
Hollaender ist ein sehr produktiver Autor, vornehmlich im Bereich der Rechtswissenschaften. Nachstehend die Liste der im Österreichischen Bibliotheksverbund gelisteten Werke von Adrian Hollaender